# Wincenty Werner
Wincenty Werner (ur. 26 marca 1881 w Ciechanowie, zm. 29 czerwca 1964 tamże) – polski samorządowiec i działacz społeczny, burmistrz Ciechanowa w latach 1913–1914 oraz 1923–1934. 

## Życiorys
Urodził się w Ciechanowie w rodzinie rzemieślniczej. Po ukończeniu szkoły w rodzinnym mieście kształcił się w progimnazjum w Pułtusku. W 1902 podjął pracę w ciechanowskim magistracie. W 1906 znalazł się wśród założycieli Ciechanowskiego Koła Cyklistów, przez długi czas pełnił obowiązki jego honorowego prezesa. W 1907 współtworzył oddział Towarzystwa Kultury Polskiej w Ciechanowie, które stworzyło w mieście czytelnię. W 1913 generał-gubernator płocki mianował go burmistrzem Ciechanowa. Do wykonywania funkcji burmistrza powrócił w 1923 i pełnił ją do 1934. W czasie II wojny światowej zaangażowany w tajne nauczanie. Po 1945 zasiadał w Miejskiej Radzie Narodowej Ciechanowa z ramienia Stronnictwa Demokratycznego, a od 1947 również w Powiatowej Radzie Narodowej. W latach 50. był ławnikiem Sądu Powiatowego w Ciechanowie. Należał do współzałożycieli Towarzystwa Miłośników Ziemi Ciechanowskiej. Zmarł w 1964, został pochowany na cmentarzu parafialnym przy ul. Płońskiej. 